# Eleições parlamentares na Armênia em 2007
As eleições legislativas de 2007 na Arménia realizam-se no dia 12 de Maio de 2007. O Parlamento da Arménia é constituído por 131 membros, sendo 90 eleitos directamente e os restantes 41 eleitos por circunscrições maioritárias. Qualquer partido, para eleger deputados, precisa alcançar uma marca mínima de 5% dos votos.
A Arménia é um país de 3.200.000 habitantes que se libertou da URSS há 15 anos dos quais estão recenseados para este acto eleitoral 2.285.830 eleitores. O país tem um passado político marcado por boicotes e fraudes.
Os principais partidos são:
- Partido Republicano da Arménia (HHK)
- Arménia Próspera (BHK)
- Regra de Lei (OE)
- Federação Arménia Revolucionária (HHD)
- Unidade Nacional (NU)
- Partido do Povo da Arménia (HZhK)

## Resultados
Segundo a Comissão Eleitoral votaram  1.389.521 arménios, o que corresponde a uma taxa de afluência de 59,99%.
Alguns dos partidos da oposição denunciaram diversos casos de compra de votos, falsificação de listas, ausência de cédulas e intimidação, sempre a favor dos partidos governistas, especialmente o Partido Republicano. A Comissão Eleitoral do país recebeu 5 queixas; o Ministério Público, 30; os juízes de primeira instância, 51 denúncias; e a Procuradoria e a Polícia receberam 21.
O principal partido da coligação no governo conseguiu foi o partido mais votado, com 32,89% dos votos.
Os lugares parlamentares ficaram distribuídos pelos 6 partidos que conseguiram ultrapassar a barreira dos 5% dos votos.
| Partido                              | Votos     | % de votantes |
| ------------------------------------ | --------- | ------------- |
| Partido Republicano da Arménia (PRA) | 1.389.521 | 32,89%        |
| Arménia Próspera                     | 204.443   | 14,70%        |
| Dashnaktsutiun                       | 177.192   | 12,75%        |
| Orinats Erkir (País da Lei)          | 80.890    | 6,85%         |
| Partido Herança                      |           | 5,70%         |